# Beni shouga
Beni shouga (紅生姜 eller べにしょうが) er en form for tsukemono (japanske syltede grøntsager). Den fremstilles af ingefær snittet i strimler, farvet rødt og marineret i umezu (梅酢), der opstår, når man marinerer umeboshi (abrikoser). Den røde farve kommer fra den røde perilla. Den serveres sammen med mange japanske retter, herunder gyuudon, okonomiyaki og yakisoba.
Beni shouga må ikke forveksles med gari, der er syltet ingefær serveret til sushi.